# Det som engang var
Det som engang var (în română Ce a fost odată) este cel de-al doilea album realizat de către Burzum. A fost înregistrat în aprilie 1992 și lansat în august 1993 prin propria casă de discuri a lui Varg Vikernes, Cymophane Productions.
Titlul albumului a fost inițial På svarte troner (în română Pe tronuri negre), dar a fost schimbat înaintea lansării. Este de notat faptul că piesa "Det som en gang var" nu va apărea decât pe următorul album, Hvis lyset tar oss.

## Lista pieselor
1. "Den onde kysten" (Țărmul răului) - 02:20
2. "Key To The Gate" (Cheia porții) - 05:14
3. "En ring til å herske" (Un inel să stăpânească) - 07:10
4. "Lost Wisdom" (Înțelepciunea pierdută) - 04:38
5. "Han som reiste" (Cel ce pribegea) - 04:51
6. "Nâr himmelen klarner" (Când cerul se înseninează) - 03:50
7. "Snu mikrokosmos tegn" (Schimbă semnul microcosmosului) - 09:36
8. "Svarte troner" (Tronuri negre) - 02:16

## Membri
- Varg Vikernes - Vocal, toate instrumentele